# Copris hispanus
Copris hispanus es una especie de coleóptero de la familia Scarabaeidae.

## Descripción
Se trata de un escarabajo rechoncho, convexo, de coloración negra brillante. De la cabeza parten dos antenas cortas acabadas en maza de 3 artejos. Al clípeo ancho y aplanado para excavar típico de esta familia le sigue un cuerno en la parte superior de la cabeza. Este cuerno es modesto pero bien aparente en la hembra, y grande (enorme en algunos casos) en el macho, que lo tiene claramente incurvado hacia detrás cerca de la punta. Ambos sexos presentan un pronoto muy grande y voluminoso. El pronoto forma una especie de quilla en la zona superior que lo divide en dos partes: una cóncava, en la parte anterior,  hacia delante y otra convexa, en la parte posterior, hacia arriba. Podría decirse que el pronoto adopta la forma de una gran ola que viene a romper en sentido a la cabeza. El abdomen es globoso y los élitros que lo cubren presentan surcos longitudinales. Las tibias del primer par de patas están aserradas y ensanchadas para excavar.

## Comportamiento
Tienen capacidad de volar y lo hacen con relativa frecuencia para buscar alimento, especialmente en el crepúsculo y la noche durante la primavera y el verano. Su vuelo es muy ruidoso, similar al de un abejorro pero bastante más torpe a la hora de “aterrizar”.
Los adultos de esta especie (y en general del género Copris) construyen unas cámaras subterráneas tras excavar un túnel en la tierra; allí almacenan excremento que sirve para el desarrollo de las crías. El macho y la hembra participan conjuntamente en esta tarea que se realiza cerca del lugar donde encuentran los excrementos. Al fondo del túnel excavado, en la cámara, almacenan el excremento que posteriormente dividen en porciones. Sobre cada  porción la hembra deposita un huevo. Mientras el macho finaliza aquí su tarea la hembra permanece cuidando de la puesta. El macho puede permanecer con la hembra en la cámara aunque no participa del cuidado de los huevos.

## Distribución geográfica
Actualmente su distribución, en especial la de las especies de mayor tamaño como esta, está viéndose reducida como consecuencia de la modificación de los modos de explotación ganadera y la desaparición en el ámbito rural de asnos, mulas, bueyes y otros mamíferos cuyos excrementos les servían de alimento. Es la dehesa el hábitat que mejor parece sostener las poblaciones de estos coprófagos.
Habita en el Paleártico: Europa mediterránea, Asia (desde Europa hasta Pakistán) y el norte de África.